# 1291
Évszázadok: 12. század – 13. század – 14. század
Évtizedek: 1240-es évek – 1250-es évek – 1260-as évek – 1270-es évek – 1280-as évek – 1290-es évek – 1300-as évek – 1310-es évek – 1320-as évek – 1330-as évek – 1340-es évek
Évek: 1286 – 1287 – 1288 – 1289 –  1290 – 1291 – 1292 – 1293 – 1294 – 1295 – 1296

## Események

### Határozott dátumú események
- május 10. – A skót nemesek elismerik I. Eduárd angol király hatalmát.
- május 18. – Al-Asraf Halíl egyiptomi szultán elfoglalta Akkónt a keresztesektől. (Ezzel megszűnik a Jeruzsálemi Királyság. Utolsó királya II. (Lusignan) Henrik ciprusi király volt.)
- június 18. – III. Alfonz fivére, II. Jakab lesz Aragónia királya. (Jakab 1327-ig uralkodik.)
- augusztus 1. – A Svájci Esküszövetség (Schweizerische Eidgenossenschaft) alapítása. (Uri, Schwyz és Unterwalden kantonok örök szövetséget kötnek hűbéruruk, a Habsburgok ellen kiváltságaik megvédésére.)
- augusztus 26. – Békekötés I. Albert osztrák herceg és III. András között. (Albert lemond magyar trónigényéről és visszaadja a korábban elvett birtokokat.)
- december 2. – Pozsony városi kiváltságokat (többek között árumegállító jogot) kap III. Andrástól.

### Határozatlan dátumú események
- július – III. András serege betör Ausztriába és megostromolja Bécset.
- az év folyamán –
  - IV. Sancho kasztíliai király elfoglalja Tarifát a móroktól.
  - II. Vencel cseh király Lengyelország királya lesz. (Vencel 1305-ig uralkodik.)
  - Nassaui Adolfot választják német császárrá.[1]

## Születések
- február 8. – IV. Alfonz portugál király († 1357)
- VI. Kelemen pápa († 1352)
- V. (Hosszú) Fülöp francia és navarrai király († 1322)
- Aymon savoyai gróf († 1343)
- Guido Gonzaga Mantova ura († 1369)

## Halálozások
- június 18. – III. Alfonz aragóniai király (* 1265)
- július 15. – I. Rudolf német király (* 1218)
- október 9. – Gergely, csanádi püspök (*?)
- Eleonóra provence-i hercegnő III. Henrik angol király felesége